# Pseudaugochlora pandora
Pseudaugochlora pandora är en biart som först beskrevs av Smith 1853.  Pseudaugochlora pandora ingår i släktet Pseudaugochlora och familjen vägbin. Inga underarter finns listade i Catalogue of Life.